# Armil

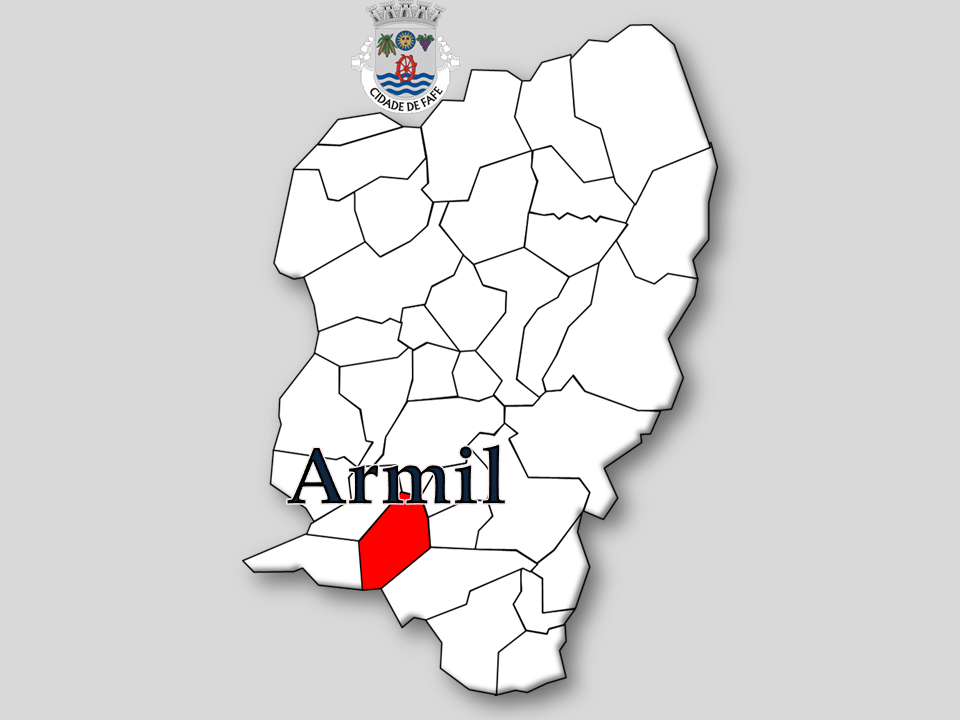
Localização da Freguesia de Armil no Município de Fafe

Armil é uma povoação portuguesa sede da Freguesia de Armil do Município de Fafe, freguesia com 4,65 km² de área e 687 habitantes (censo de 2021), tendo, por isso, uma densidade populacional de 147,7 hab/km².

## Demografia
A população registada nos censos foi:
| Ano  | 0-14 Anos | 15-24 Anos | 25-64 Anos | > 65 Anos |
| 2001 | 160       | 106        | 438        | 116       |
| 2011 | 108       | 89         | 394        | 144       |
| 2021 | 70        | 86         | 379        | 152       |

## Personalidades ilustres
- Conde de Armil